# Batin
Pour l’article homonyme, voir Batin (Posušje).
Bâtin (en arabe : باطِن, [bāṭin], occulte ; secret ; ésotérique) signifie en arabe ce qui est intérieur, intime, caché.

## Signification
Les soufis et certains chiites professent une lecture ésotérique du Coran, considérant que la seule lecture littérale occulte plusieurs autres sens cachés. Cette conception d'un Coran ésotérique accessible aux seuls initiés a fait que l'on a appelé les membres de ces courants des bâtiniens (en arabe : باطِنِيّ, [bāṭinī]).
Ainsi, le Coran et les autres livres saints peuvent être lus à quatre niveaux :
- exotérique, littéral, récitatif, de l'extérieur : "la forme" (en arabe : ظاهر, zâhir?) ;
- analogique, rituel, comparatif : "la parole" (en arabe : موعظة, mâweiza?) ;
- symbolique, moral, pensif : "l'idée" (en arabe : فكرة, fikra?) ;
- ésotérique, spirituel, métaphysique, de l'intérieur : "le fond" (en arabe : باطن, bāṭin?).

Ce dernier niveau permet une interprétation ésotérique des textes et conduit le fidèle à moins s'attacher à la forme, aux dogmes et aux mots qu'au fond, à l'éthique et à la pratique. Cela peut se rapprocher de la Kabbale par la façon d'aborder le livre saint.
Le mot bāṭin (« le fond, l'essence ») s'oppose à zâhir qui désigne le côté apparent (« la forme »).

## Un des noms d'Allah
Al-Bāṭin (الْبَاطِنُ), « l'Invisible » ou « Celui dont l'existence est cachée », est l'un des 99 noms d'Allah. Il désigne l'aspect caché et transcendant de la réalité divine, inaccessible à la perception humaine. Bien que les signes de Dieu soient visibles dans la création, la véritable essence divine demeure au-delà de la compréhension humaine et nécessite un éveil spirituel pour être appréhendée, au-delà des apparences extérieures (zāhir).

## Référence dans le Coran
- Sourate 57 du Fer (Al-Hadîd) verset 3 :

« Il est le Premier et le Dernier, l’Apparent (Zâhir) et le Caché (Bāṭin), Il est l’Omniscient. »